# دومینیکا بدنارچیک
دومینیکا بدنارچیک (لهستانی: Dominika Bednarczyk؛ زادهٔ ۱۷ مه ۱۹۷۲) بازیگر اهل لهستان است.
از فیلم‌ها یا مجموعه‌های تلویزیونی که وی در آن‌ها نقش داشته‌است، می‌توان به بازخورد، چشمانت را باز کن، فهرست شیندلر، حیوان بزرگ، ع چون عشق، هتل ۵۲ و در خوشی و سختی اشاره نمود.